# Géographie de Madagascar
L'île de Madagascar, située dans l'océan Indien à 400 km à l'est des côtes africaines, est le territoire qu'occupe la république de Madagascar. Le canal du Mozambique la sépare du continent.
L’île de Madagascar s’est séparée du continent africain il y a environ 120 millions d'années, en raison de la dérive des continents. Elle peut être divisée en cinq régions géographiques : la côte est, le massif Tsaratanana, les hauts plateaux du centre, la côte ouest et le sud-ouest. Les altitudes maximales longent la côte est.  
S'étirant sur 1 600 km du nord au sud et sur 600 km d'ouest en est (superficie du pays : aussi vaste que celle France métropolitaine, la Belgique et la Luxembourg réunis), l'île offre les paysages les plus variés. Au nord-est, ce ne sont que forêts humides et luxuriantes, où poussent à foison un millier d'espèces d'orchidées, dont la vanille, mais aussi diverses lianes fleuries, des caféiers, bananiers, girofliers, poivriers et litchis. Ces forêts offrent un contraste saisissant avec les paysages du grand sud, qui ressemblent au bush d'Afrique australe et se résument en savanes sèches et broussailles revêches. Seules taches de couleur - et de vie - à émerger de ce morne paysage ocre monochrome : les tombeaux, ornés de fresques représentant le métier ou les circonstances de la mort du défunt. Entre ces paysages extrêmes, il y a les Hautes Terres centrales. De Fianarantsoa à Tananarive, ce ne sont que rizières en terrasses, sculptées dans les collines, et dotées d'ingénieux systèmes d'irrigation.

### Topographie

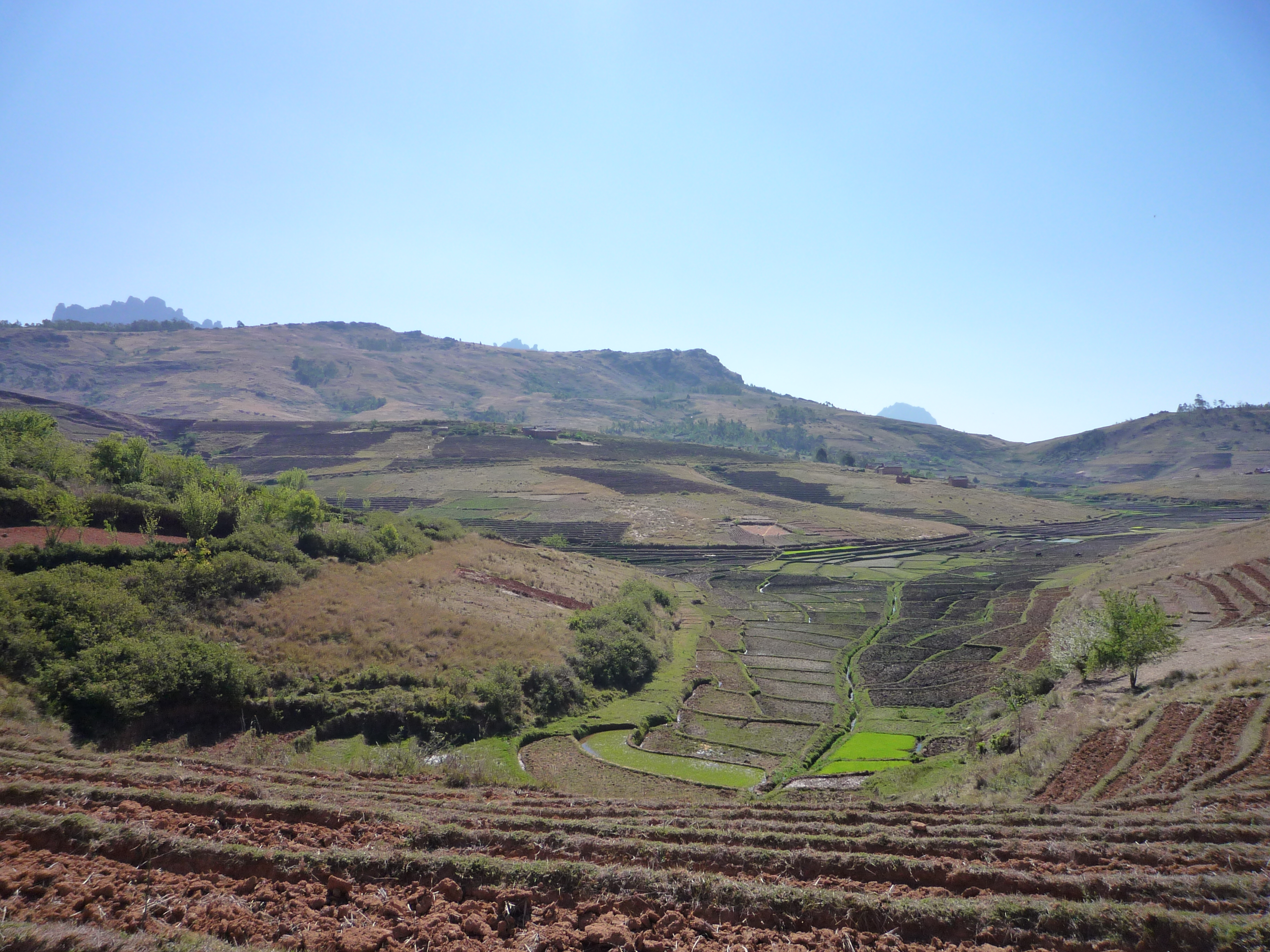
Topographie de la culture des rizières en terrasses, sculptées dans les collines, et dotées d'ingénieux systèmes d'irrigation (massif d'Andringitra).

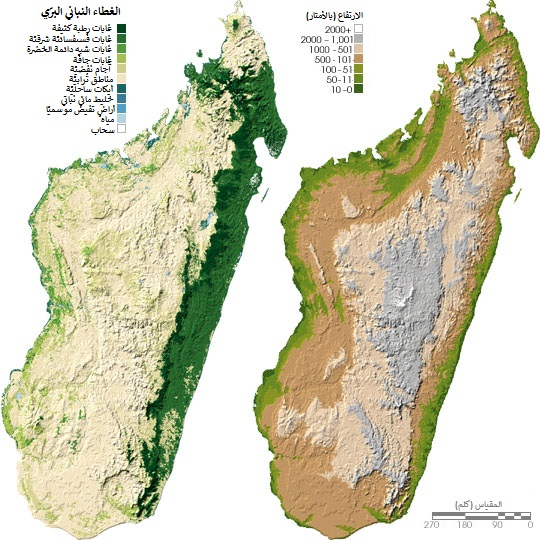
Topographie de Madagascar.

## Géographie physique

### Hydrologie
Madagascar a de nombreux cours d’eau :
- au nord : ils ont des débits assez importants (ex : Mahavavy et Sambirano) ;
- au sud : les fleuves ont des régimes irréguliers ; sec pendant l’étiage mais débordent pendant la saison de pluies (ex : Onilahy, Fiherena, Linta) ;
- à l'est : ils sont courts et rapides avec les cascades (ex : Maningory et Mangoky) ;
- à l'ouest : ils sont longs et à régimes irréguliers (ex : Mahajamba) ;
- dans les Hauts plateaux centraux : ils ont des débits importants (ex : Ikopa).

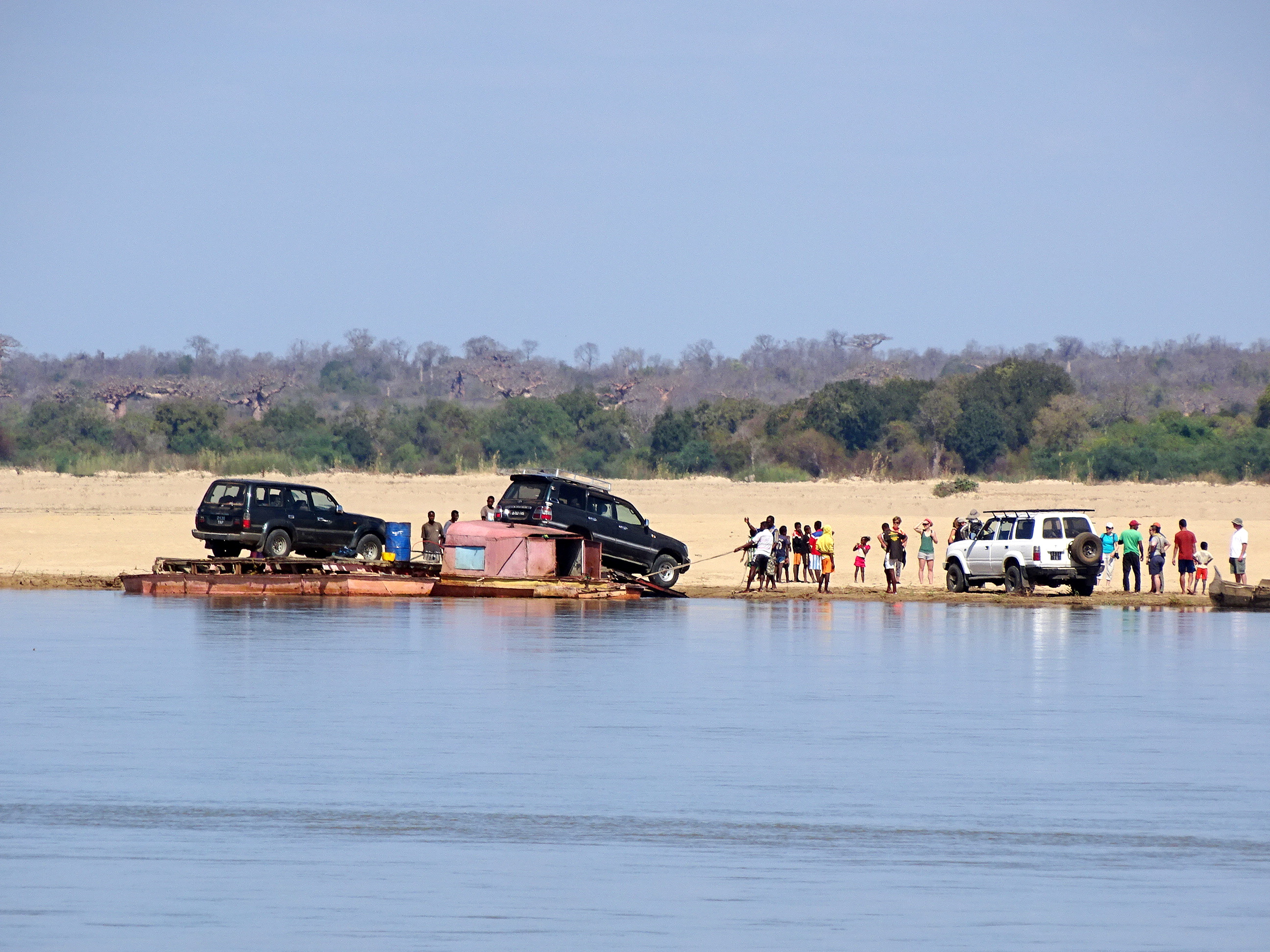
Traversée du fleuve Mangoky sur un bac.
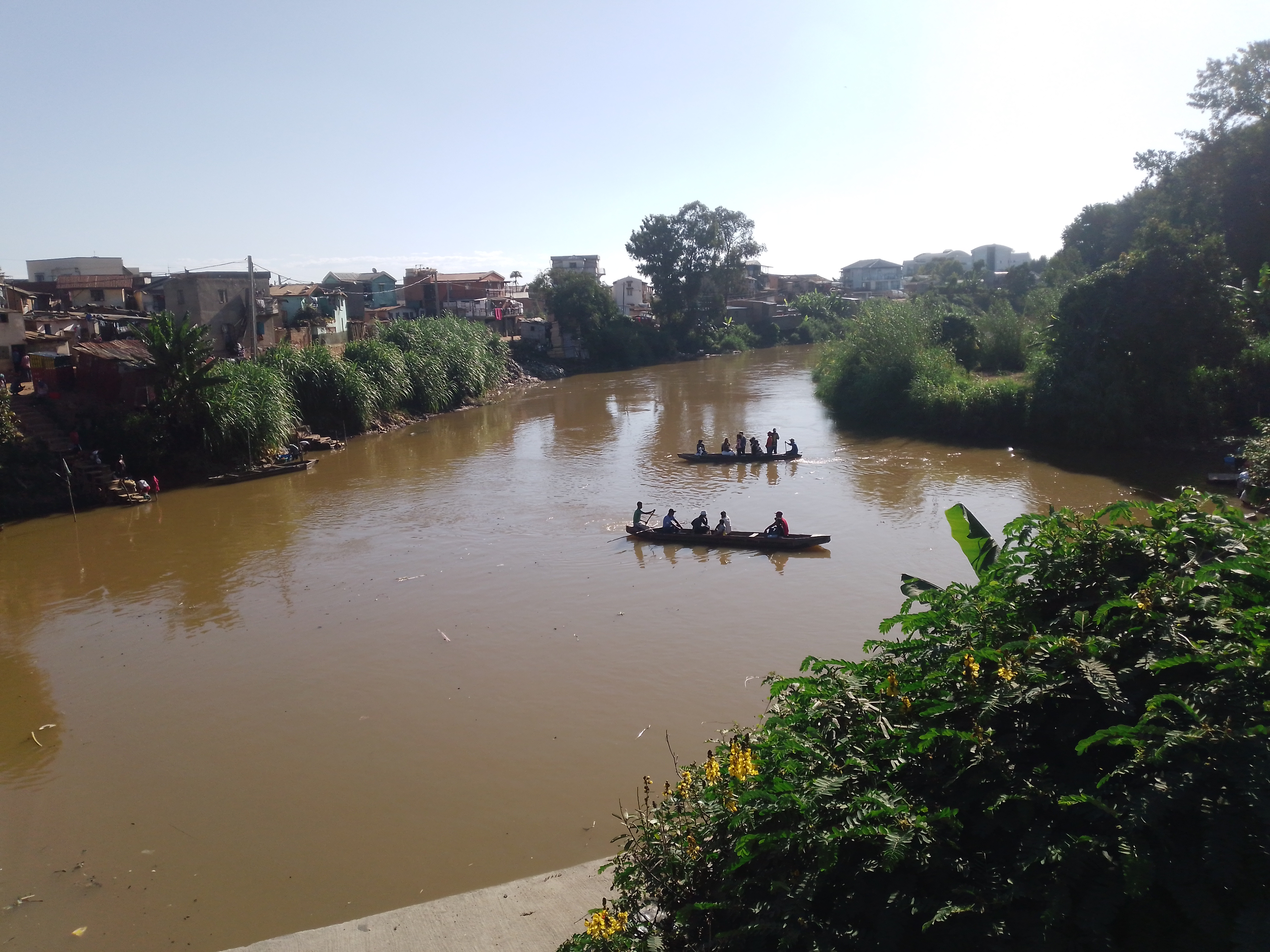
Transport par lakana (pirogues) sur l'Ikopa.

### Géologie
Madagascar est parfois surnommé « la grande île rouge » à cause de ses sols gorgés de latérite. Les sols rouges sont prépondérants dans les hauts plateaux du centre. Une bande étroite d’alluvions longe la côte Est et les embouchures des fleuves. À l’ouest, on trouve un mélange d’argile, de sable et de calcaire.
À Madagascar, il y a cinq types de sol :
- sol ferralitique ou lateritique à Ankaratra, Itasy, Tampoketsa, Vatomandry, calcaire de Mahajanga ;
- sol ferrugineux à Mahafaly, bassin de Morondava, à l’Ouest, extreme Sud et au plateau ;
- sol hydromorphe au lac Alaotra, cuvette d’Andapa, vallée de l’Ouest, plaine de Sakay, Tampoketsa, Marovoay, dépression  Betsimitatatra ;
- sol volcanique à Antsirabe, Ankaratra (Betafo), Itasy, montagne d’Ambre (Bombaomby), Androy ;
- sol calcaire à Antsirabe, plateau de Bemaraha, plateau de Mahafaly.

Les ressources naturelles de Madagascar sont le graphite, la chromite, le charbon, la bauxite, le sel, le quartz, le sable bitumineux, le mica ainsi que plusieurs pierres précieuses dont l'émeraude, le rubis et le saphir et des pierres fines, le calcaire, granite et latérite. Il y a également la fusion biochimique des coraux et l'érosion des roches dû au pluies; ce qui a formé ainsi les Tsingy . Les Tsingy forme le Kart.

### Climat
Le climat est tropical humide le long de la côte Est, tempéré à l’intérieur des terres et au nord et aride dans le sud. L’alizé du sud-est généré par l’anticyclone de l’océan Indien, qui se déplace au gré des saisons, domine le régime climatique de l’île. Madagascar connaît deux saisons : une saison chaude et humide de novembre à avril, puis une saison sèche, plus fraîche, de mai à octobre. Les climats sont cependant très variés selon l’altitude et la situation par rapport aux vents dominants. La côte est, où se trouve Tamatave, exposée directement aux alizés, reçoit les plus importantes précipitations avec 3 500 mm par année. Les cyclones, provenant des Mascareignes, y sont fréquents pendant la saison des pluies. Le centre, isolé de l’alizé par le Massif d'Andringitra, est nettement plus sec et, en raison de l’altitude, plus frais. Les précipitations à Tananarive (capitale) atteignent 1 400 mm. Au cours de la saison sèche, les nuits peuvent être très fraîches mais le gel est rare ; il est par contre plus fréquent aux altitudes supérieures. À cette période, le ciel des plaines entourant la capitale est considéré comme parmi les plus clairs du monde. La côte ouest (Majunga, Morondava) est encore plus sèche (tropical sec) car l’alizé y a perdu une grande partie de son humidité. Le sud-est est encore plus humide que toutes régions à Madagascar, avec le fleuve de Manambato et le fleuve de Manampatrana qui sont séparés de l’Océan Indien par une petite embouchure, lui offre beaucoup de pluie pendant toute l'année.Le sud est semi-désertique. Tuléar (ville du Sud) ne reçoit que 300 mm de précipitations par année.

## Environnement
Madagascar souffre de l’érosion due à la déforestation, aux feux  de brousse , aux cultures sur brûlis et aux pâturages intensifs, de désertification et de la pollution des eaux de surface. Plusieurs espèces végétales et animales, uniques au monde, sont en danger de disparition. Les cyclones sont régulièrement la cause d’inondation dans les régions côtières.

### Écosystèmes

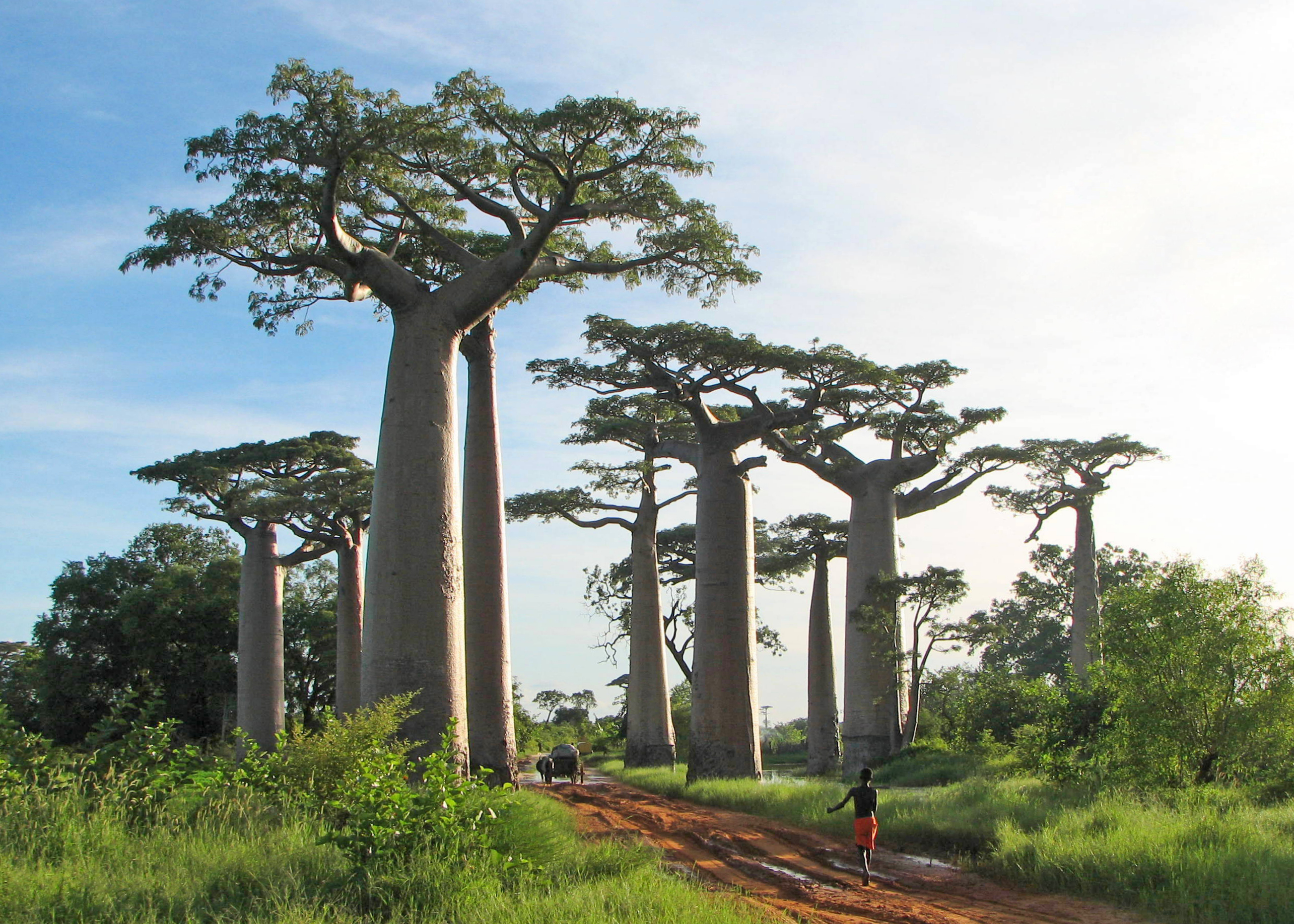
Baobabs, près de Morondava.

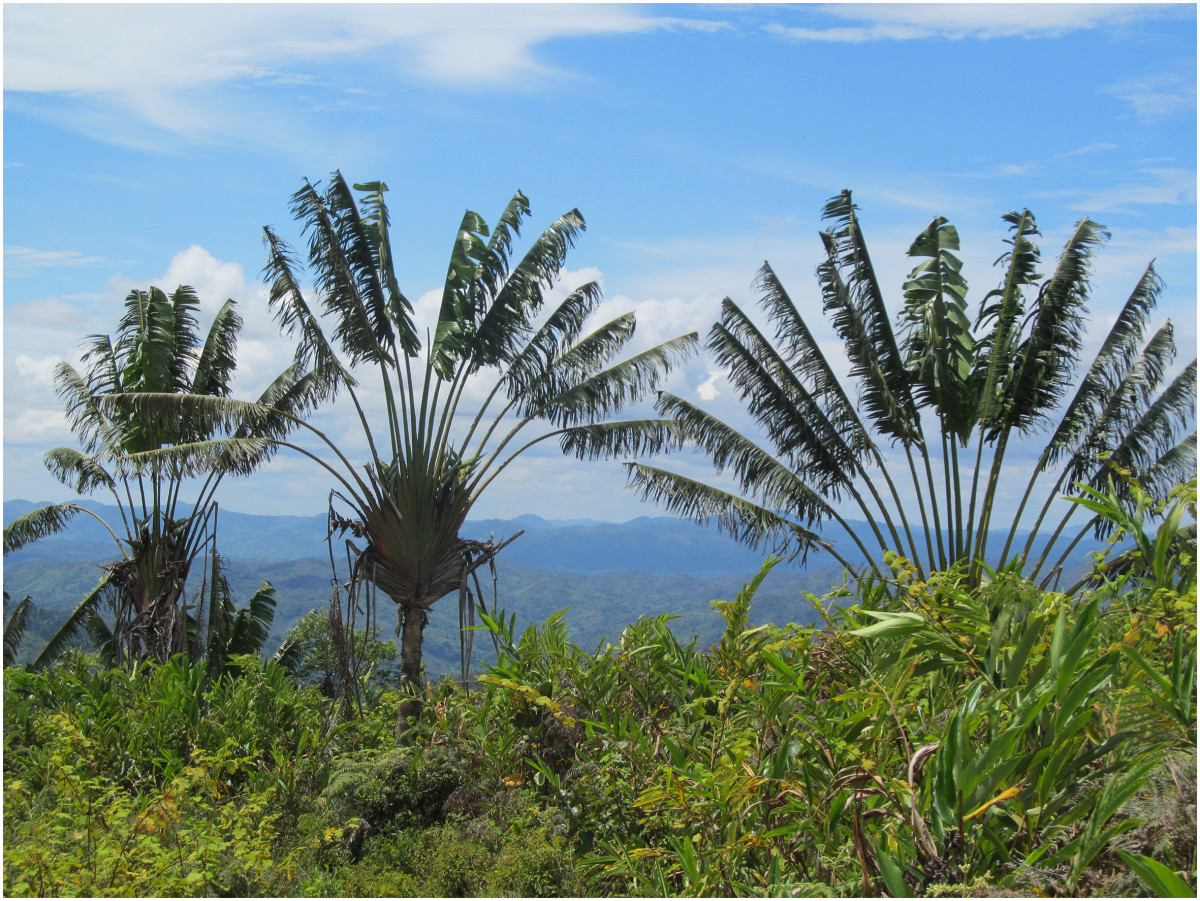
Ravenala madagascariensis (arbre du voyageur) dans l'est de Madagascar.

La rareté et le caractère unique de nombreuses espèces animales et végétales de l’île lui ont souvent valu d’être qualifiée de « monde à part ». Ces caractéristiques sont supposées refléter les origines de Madagascar, isolée depuis plusieurs millions d’années du supercontinent Gondwana auquel elle était précédemment rattachée. Ainsi, certaines plantes telles que l’arbre du voyageur se rencontrent à Madagascar et en Amérique du Sud, mais pas en Afrique. De nombreuses espèces typiquement africaines, en particulier les grands mammifères comme l’éléphant, le rhinocéros, la girafe, le zèbre et l’antilope, ou encore les animaux de proie comme le lion et le léopard, sont inconnus à Madagascar, tout comme les serpents venimeux qui peuplent le continent. S’il est certain que la plupart des espèces indigènes sont d’origine africaine ou sud-américaine, l’isolement a pu permettre à des espèces ailleurs éteintes d’y survivre et favoriser l’apparition de nouvelles espèces uniques. Ainsi, tous les mammifères terrestres indigènes – soit 66 espèces – sont uniques à Madagascar.
Autrefois, l’île était couverte de forêts qui furent remplacées par des rizières, surtout dans les plaine de l'Est où les précipitations sont très abondantes. La forêt tropicale est maintenant concentrée sur les flancs montagneux bordant la côte Est, du massif Tsaratanana au nord au Tolagnaro au sud. Une végétation secondaire faite d’arbres du voyageur, de rafia et de baobabs a succédé à la forêt originelle sur les côtes de l’Est et au Nord. La végétation des plateaux centraux et de la côte ouest est principalement composée de prairies, de steppes et de savane.
La forêt tropicale abrite un grand nombre d’espèces végétales uniques. Le pays compte environ 900 espèces d’orchidées. Les mangues, bananes, noix de coco, la vanille ainsi que d’autres plantes tropicales poussant facilement le long des côtes. L’eucalyptus, importé d’Australie, est également répandu.
Le bois et le charbon extraits des forêts fournissent 80 % des besoins nationaux en combustible. En 1990, la Banque mondiale a initié un programme environnemental visant à intensifier la culture du pin et de l’eucalyptus pour satisfaire la demande en bois combustible.

## Géographie humaine

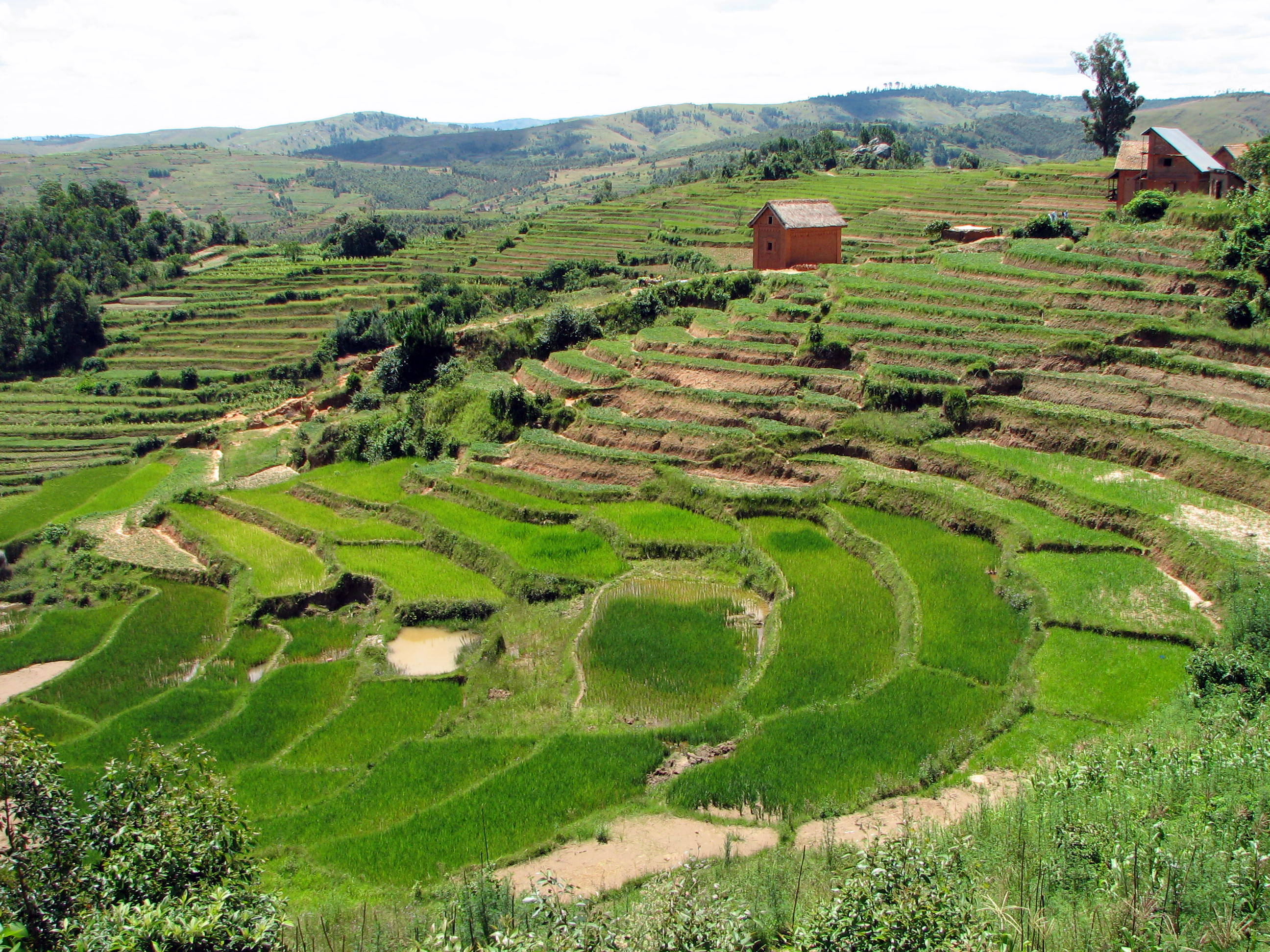
Agriculture en terrasses

### Activités
La pêche est développée et l’île possède un potentiel pour l’énergie hydraulique.
En 2001, les terres cultivées étaient estimées à 5,07 %, dont 1,03 % portaient des cultures permanentes. La culture sur brûlis a fait reculer la forêt à 26 % de la surface de l’île.
La majorité de la population vit de l’agriculture de subsistance, principalement de la culture du riz et de l’élevage de zébus. Le secteur industriel est restreint, mais tend à se développer.

### Réseaux de transport
- lignes aériennes désservant les capitales de région (avions bimoteurs à hélice),
- quelques lignes régulières, de trains hérités de la présence française, surtout de Tamatave, premier port de l'île à l'Est, vers la capitale, Tananarive.
- l'inter-urbain est essentiellement privé, le taxi-brousse dessert lignes assez irrégulières mais présentes dans toutes les villes ; les tarifs sont à la convenance de la négociation et l'heure d'arrivée n'est jamais garantie, car les routes sont plutôt dégradées et les arrêts fréquents pour transport de marchandises et clients en courts trajets
- dans les grandes villes (y compris dans quelques chef-lieu de districts), hormis à Tananarive, des centaines de tuk-tuks (appelé aussi bajaj dans certaines villes comme à Mahajanga ou Antsiranana), cyclos-pousse et pousse-pousse permettent des déplacements sur de courtes distances. Dans la capitale, ces moyens de transport sont inexistant, remplacés par le taxi-be, version urbaine du taxi-brousse.

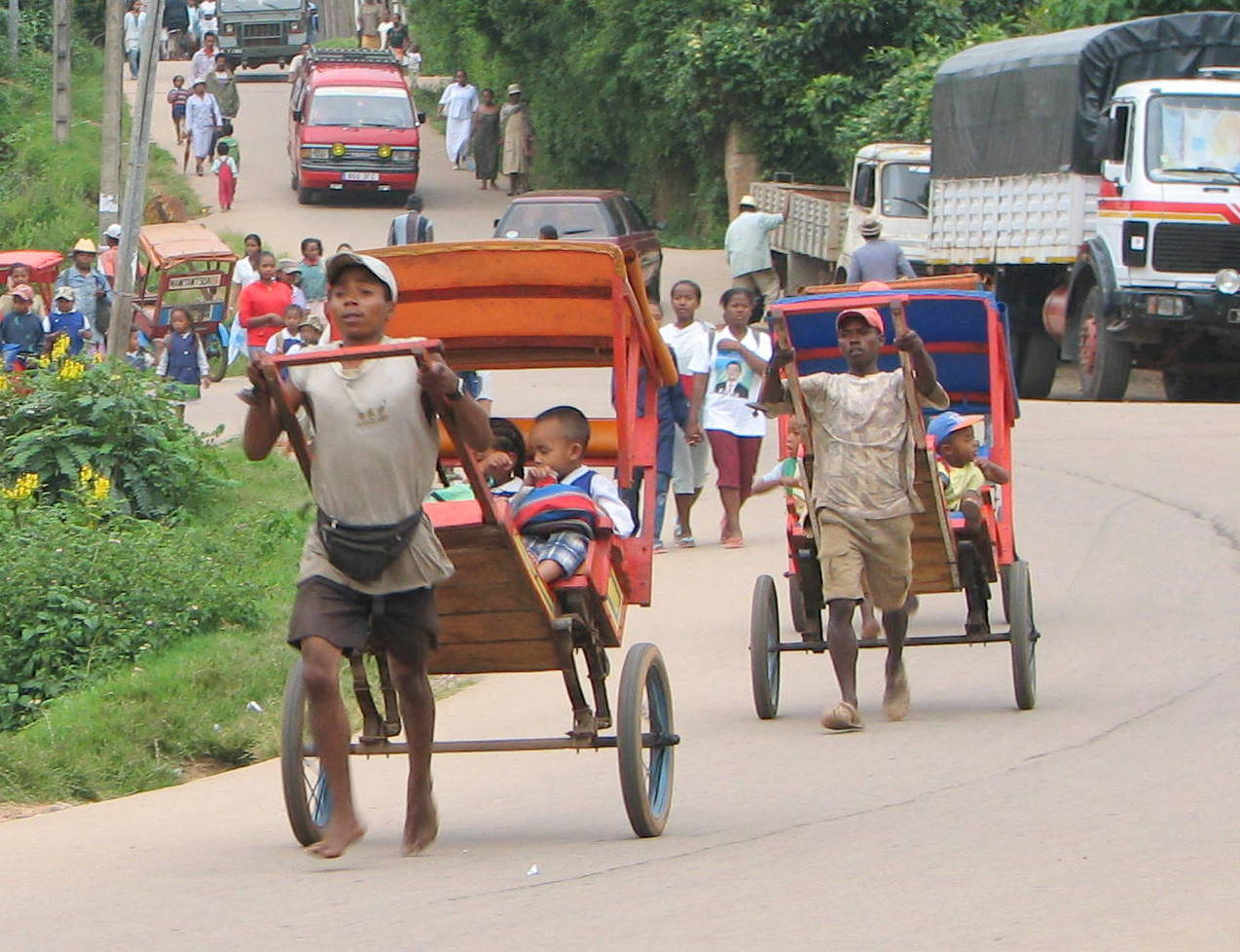
Pousse-pousse à Ambositra.
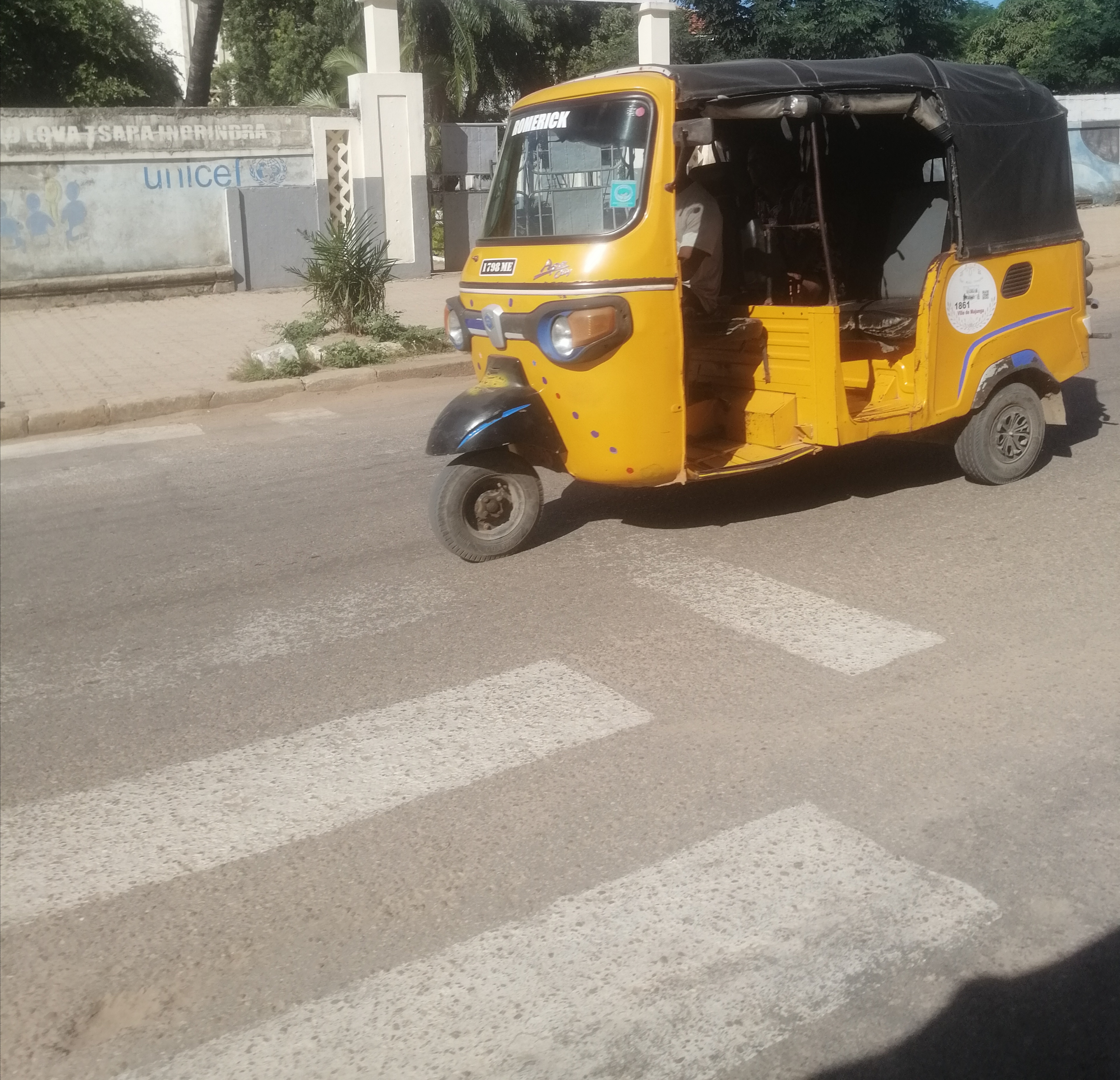
Tuk-tuk à Mahajanga (localement appelé « bajaj »).
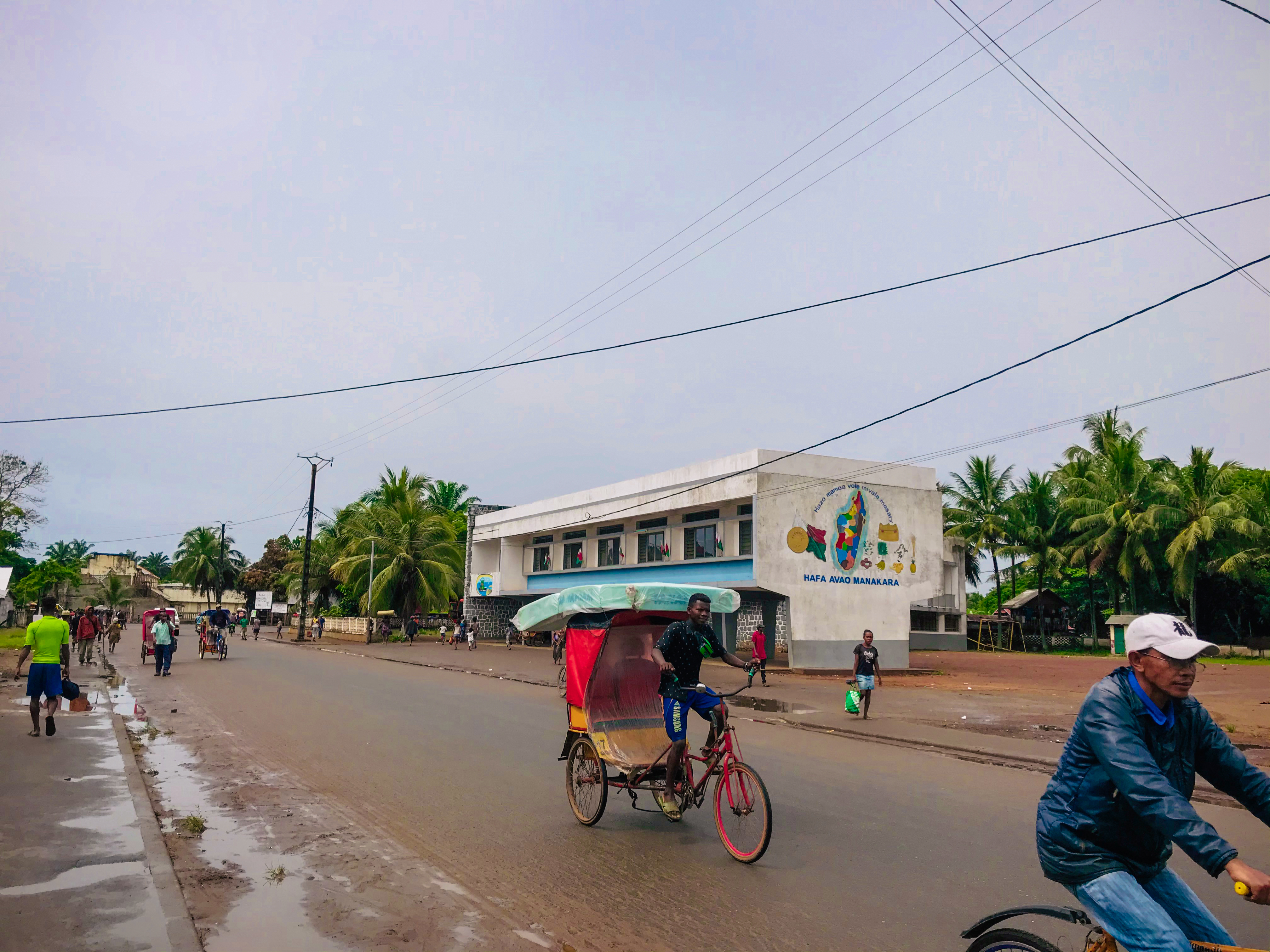
Cyclo-pousse à Manakara.